# MAN 6x6

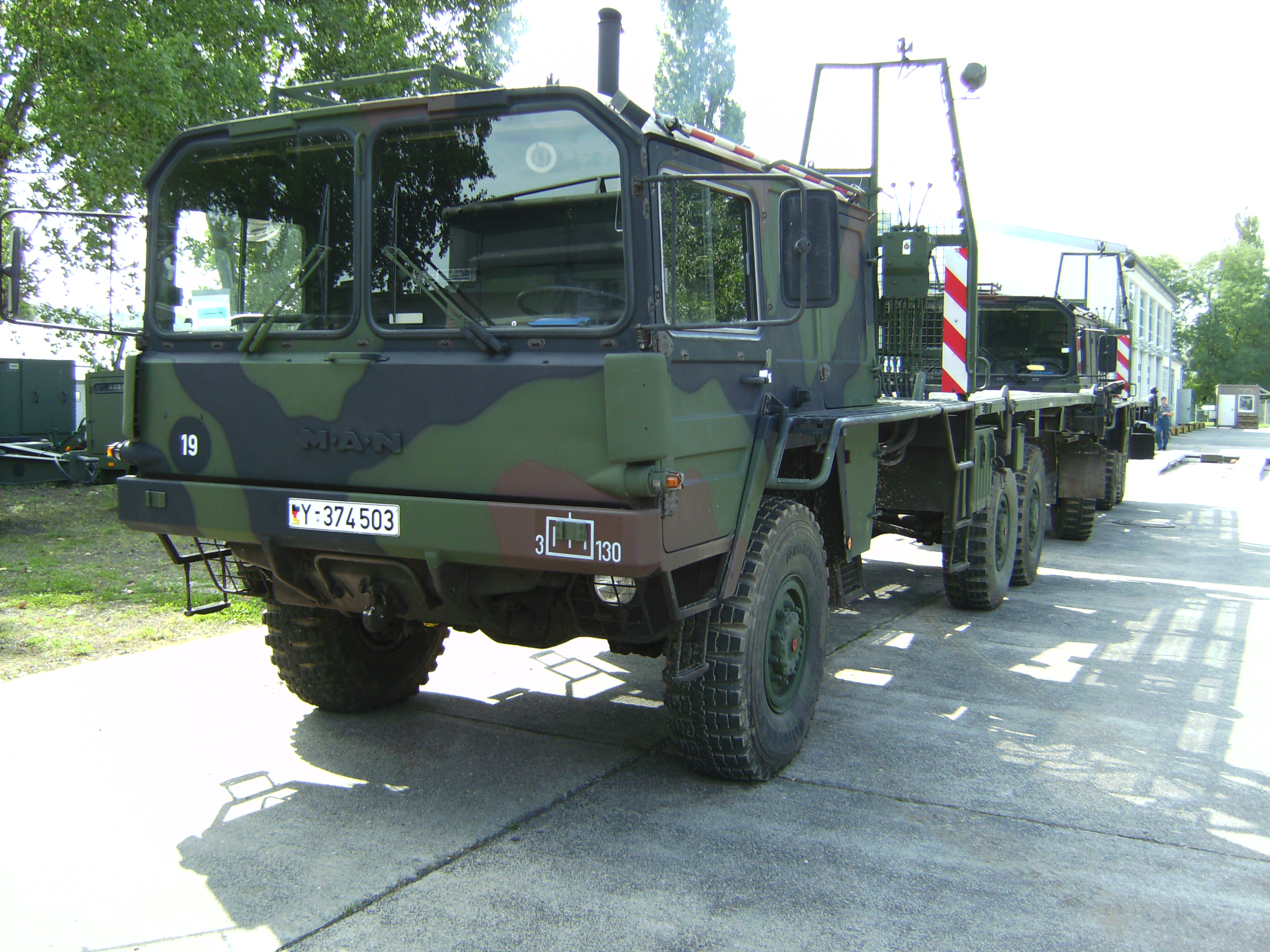
MAN 6x6 trasporto speciale

Il MAN 6x6 è un autocarro tedesco da trasporto militare, con capacità di 7 tonnellate, usato in vari ruoli, tra cui quello come piattaforma di armi tipo il Roland e il LARS.